# Джексон (озеро)
Джексон (англ. Jackson Lake) — озеро на северо-западе штата Вайоминг, США. Расположено на территории национального парка Гранд-Титон, на высоте 2063 м над уровнем моря. Естественное озеро было расширено созданием плотины Джексон-Лейк, которая была первоначально построена в 1911 году, расширена в 1916 году и перестроена заново в 1989 году.
Образование озера связано с деятельностью ледника. Через озеро протекает река Снейк. Составляет около 24 км в длину и 11 км в ширину. Площадь озера — 103,4 км².